# T. Q. M.
T. Q. M. es el tercer álbum de estudio de la cantante y compositora española Melody.
Fue publicado en España y México el 23 de junio de 2003, dos semanas después del lanzamientos de su primer sencillo (Será). 

## Producción
T. Q. M. se grabó en Madrid y su producción corrió a cargo de Luis Gómez-Escolar y Julio Seijas para Sony Music.

## Sencillos
En este álbum se pueden encontrar desde temas bailables hasta baladas. Con él, la artista demostró su evolución en varios géneros musicales.
Los sencillos promocionales fueron Será, Dabadabadá, No sé y Bésame, Drácula. Concretamente, el sencillo Dabadabadá formó parte de la banda sonora de la telenovela Mujeres apasionadas, en un disco que salió a la venta el 23 de marzo de 2004 y reunió a grandes voces internacionales, como las de Jon Secada, Gloria Estefan, Paolo Ragone, Natalia Lafourcade, Gilberto Santa Rosa, Ednita Nazario, Sin Bandera, Gian Marco, MDO, Huey Dunbar, Andrés de León, Jimena Gallego, Lik, Pandora y Emmanuel.

## Lista de canciones
1. Ya te digo (3:20).
2. T. Q. M. (4:01).
3. No sé (3:53).
4. Será (3:22).
5. Dancing for you (3:37).
6. Pepe (3:43).
7. Dabadabadá (3:04).
8. La ley del bumerán (3:17).
9. Os quiero mucho (4:05).
10. Bésame, Drácula (4:07).
11. ¡Viva la música! (3:13).
12. A buena gente guía Dios (3:12).
13. Un paraíso (4:12).

## Listas

### Semanales
| País   | Lista                       | Primera semana      | Posición de ingreso | Mejor posición | Semanas en la mejor posición | Semanas en la lista | Última semana       | Ref. |
| ------ | --------------------------- | ------------------- | ------------------- | -------------- | ---------------------------- | ------------------- | ------------------- | ---- |
| España | Top 50 álbumes (Promusicae) | 30 de junio de 2003 | 84                  | 84             | 1                            | 5                   | 28 de julio de 2003 |      |